# NGC 1253
NGC 1253 је спирална галаксија у сазвежђу Еридан која се налази на NGC листи објеката дубоког неба.
Деклинација објекта је - 2° 49' 23" а ректасцензија 3h 14m 9,2s. Привидна величина (магнитуда) објекта NGC 1253 износи 11,7 а фотографска магнитуда 12,4. Налази се на удаљености од 22,906 милиона парсека од Сунца. NGC 1253 је још познат и под ознакама MCG -1-9-18, UGCA 62, ARP 279, KUG 0311-030, PGC 12041.